# Démographie du Gard
La démographie du Gard est caractérisée par une densité moyenne et une population en forte croissance depuis les années 1950.
Avec ses 764 010 habitants en 2022, le département français du Gard se situe en 32e position sur le plan national.
En six ans, de 2015 à 2021, sa population s'est accrue de près de 18 400 unités, c'est-à-dire de plus ou moins 3 100 personnes par an. Mais cette variation est différenciée selon les 351 communes que comporte le département.
La densité de population du Gard, 130,5 habitants par kilomètre carré en 2022, est supérieure à celle de la France entière qui est de 107,1 hab./km2 pour la même année.

## Évolution démographique du département du Gard
Le département a été créé par décret du 4 mars 1790. Il comporte alors 8 districts (Alais, Beaucaire, Nîmes, Pont-Saint-Esprit, Saint-Hippolyte, Sommières, Uzès, Le Vigan) et 57 cantons. Le premier recensement sera réalisé en 1791 et ce dénombrement, reconduit tous les cinq ans à partir de 1821, permettra de connaître plus précisément l'évolution des territoires.
Avec 357 283 habitants en 1831, le département représente 1,10 % de la population française, qui est alors de 32 569 000 habitants. De 1831 à 1866, il va gagner 72 464 habitants, soit une augmentation de 0,58 % moyen par an, égal au taux d'accroissement national de 0,48 % sur cette même période.
L'évolution démographique entre la Guerre franco-prussienne de 1870 et la Première Guerre mondiale est négative. Sur cette période, la population perd 6 673 habitants, soit une baisse de -1,59 % alors qu'elle croît de 10 % au niveau national. La population se stabilise pour la période de l'entre-deux guerres courant de 1921 à 1936 parallèlement à une croissance au niveau national de 6,9 %.
À l'instar des autres départements français, le Gard va ensuite connaître un essor démographique soutenu après la Seconde Guerre mondiale. 
En 2022, le département comptait 764 010 habitants, en évolution de +2,97 % par rapport à 2016 (France hors Mayotte : +2,11 %).
| 1791    | 1801    | 1806    | 1821    | 1826    | 1831    | 1836    | 1841    | 1846    |
| ------- | ------- | ------- | ------- | ------- | ------- | ------- | ------- | ------- |
| 313 464 | 300 144 | 322 144 | 334 164 | 347 550 | 357 283 | 366 259 | 376 062 | 400 381 |

| 1851    | 1856    | 1861    | 1866    | 1872    | 1876    | 1881    | 1886    | 1891    |
| ------- | ------- | ------- | ------- | ------- | ------- | ------- | ------- | ------- |
| 408 163 | 419 697 | 422 107 | 429 747 | 420 131 | 423 804 | 415 629 | 417 099 | 419 388 |

| 1896    | 1901    | 1906    | 1911    | 1921    | 1926    | 1931    | 1936    | 1946    |
| ------- | ------- | ------- | ------- | ------- | ------- | ------- | ------- | ------- |
| 416 036 | 420 836 | 421 166 | 413 458 | 396 169 | 402 601 | 406 815 | 395 299 | 380 837 |

| 1954    | 1962    | 1968    | 1975    | 1982    | 1990    | 1999    | 2006    | 2011    |
| ------- | ------- | ------- | ------- | ------- | ------- | ------- | ------- | ------- |
| 396 742 | 435 107 | 478 544 | 494 575 | 530 478 | 585 049 | 623 125 | 683 169 | 718 357 |

| 2016    | 2021    | 2022    | - | - | - | - | - | - |
| ------- | ------- | ------- | - | - | - | - | - | - |
| 742 006 | 756 543 | 764 010 | - | - | - | - | - | - |

## Population par divisions administratives

### Arrondissements
Le département du Gard comporte trois arrondissements. La population se concentre principalement sur l'arrondissement de Nîmes, qui recense 75 % de la population totale du département en 2022, avec une densité de 180,3 hab./km2, contre 20 % pour l'arrondissement d'Alès et 5 % pour celui du Vigan.
| Arrondissement  | Population(2022) | Variation(2022/2016)                       | Superficie(km2) | Densité(hab./km2) |
| --------------- | ---------------- | ------------------------------------------ | --------------- | ----------------- |
| Nîmes           | 569 528          | en évolution de +2,69 % par rapport à 2016 | 3 158,1         | 180,3             |
| Alès            | 154 805          | en évolution de +4,5 % par rapport à 2016  | 1 304,2         | 118,7             |
| Le Vigan        | 39 677           | en évolution de +1,11 % par rapport à 2016 | 1 390,6         | 28,5              |
| Source : Insee. |                  |                                            |                 |                   |

### Communes de plus de10 000 habitants
Sur les 351 communes que comprend le département du Gard, 82 ont en 2021 une population municipale supérieure à 2 000 habitants, 28 ont plus de 5 000 habitants, huit ont plus de 10 000 habitants et deux ont plus de 25 000 habitants : Nîmes et Alès.
Les évolutions respectives des communes de plus de 10 000 habitants sont présentées dans le tableau ci-après.
| Commune                | Population(2022) | Variation(2022/2016)                        | Superficie(km2) | Densité(hab./km2) |
| ---------------------- | ---------------- | ------------------------------------------- | --------------- | ----------------- |
| Nîmes                  | 150 444          | en évolution de −0,37 % par rapport à 2016  | 161,85          | 929,5             |
| Alès                   | 45 025           | en évolution de +12,65 % par rapport à 2016 | 23,16           | 1 944,1           |
| Bagnols-sur-Cèze       | 18 124           | en évolution de −0,37 % par rapport à 2016  | 31,37           | 577,7             |
| Beaucaire              | 15 695           | en évolution de −1,18 % par rapport à 2016  | 86,52           | 181,4             |
| Saint-Gilles           | 14 427           | en évolution de +5,96 % par rapport à 2016  | 153,73          | 93,8              |
| Villeneuve-lès-Avignon | 12 950           | en évolution de +8,81 % par rapport à 2016  | 18,27           | 708,8             |
| Vauvert                | 11 772           | en évolution de +2,88 % par rapport à 2016  | 109,86          | 107,2             |
| Pont-Saint-Esprit      | 10 759           | en évolution de +3,4 % par rapport à 2016   | 18,49           | 581,9             |
| Source : Insee.        |                  |                                             |                 |                   |

## Structures des variations de population

### Soldes naturels et migratoires depuis 1968
La variation moyenne annuelle est positive, mais inégale selon les périodes, depuis les années 1970, passant de 0,5 % de 1968 à 1975 à 1,2 % de 1982 à 1990, 0,7 % de 1990 à 1999, 1,2 % de 1999 à 2010 et 0,4 % de 2015 à 2021. 
Le solde naturel annuel qui est la différence entre le nombre de naissances et le nombre de décès enregistrés au cours d'une même année, reste stable autour de 0,2 %. La baisse du taux de natalité, qui passe de 13,9 à 10,3 ‰, est en fait compensée par une baisse du taux de mortalité, qui parallèlement passe de 11,5 à 10,1 ‰.
Le flux migratoire est par contre positif et en forte croissance sur la période courant de 1968 à 2010, passant de 0,2 % à 1,0 %, puis décroissant de 2010 à 2021, passant de 0,6 à 0,4 %. 
| Indicateurs démographiques                       | 1968 à1975 | 1975 à1982 | 1982 à1990 | 1990 à1999 | 1999 à2010 | 2010 à2015 | 2015 à2021 |
| ------------------------------------------------ | ---------- | ---------- | ---------- | ---------- | ---------- | ---------- | ---------- |
| Variation annuelle moyenne de la population en % | 0,5        | 1,0        | 1,2        | 0,7        | 1,2        | 0,8        | 0,4        |
| - due au solde naturel en %                      | 0,2        | 0,1        | 0,2        | 0,2        | 0,2        | 0,2        | 0,0        |
| - due au solde apparent des entrées sorties en % | 0,2        | 0,9        | 1,0        | 0,5        | 1,0        | 0,6        | 0,4        |
| Taux de natalité en ‰                            | 13,9       | 11,9       | 12,6       | 11,7       | 11,9       | 11,6       | 10,3       |
| Taux de mortalité en ‰                           | 11,5       | 11,2       | 10,8       | 10,0       | 9,5        | 9,3        | 10,1       |
| Source : Insee.                                  |            |            |            |            |            |            |            |

### Mouvements naturels sur la période 2014-2022
En 2014, 8 216 naissances ont été dénombrées contre 6 818 décès. Le nombre annuel des naissances a diminué depuis cette date, passant à 7 422 en 2022, indépendamment à une augmentation, mais relativement faible, du nombre de décès, avec 8 493 en 2022. Le solde naturel est ainsi négatif et diminue, passant de 1 398 à −1 071.
Pour des raisons techniques, il est temporairement impossible d'afficher le graphique qui aurait dû être présenté ici.

## Densité de population
La densité de population est en augmentation depuis 1968, en cohérence avec l'augmentation de la population.
En 2021, la densité était de 129,3 hab./km2.
| 1968 |  | 81.8 |  |

| 1975 |  | 84.5 |  |

| 1982 |  | 90.6 |  |

| 1990 |  | 100.0 |  |

| 1999 |  | 106.5 |  |

| 2010 |  | 121.3 |  |

| 2015 |  | 126.1 |  |

| 2021 |  | 129.3 |  |

## Répartition par sexes et tranches d'âges
La population du département est plus âgée qu'au niveau national.
En 2021, le taux de personnes d'un âge inférieur à 30 ans s'élève à 32,1 %, soit en dessous de la moyenne nationale (35,1 %). À l'inverse, le taux de personnes d'âge supérieur à 60 ans est de 30,7 % la même année, alors qu'il est de 26,6 % au niveau national.
En 2021, le département comptait 364 882 hommes pour 391 661 femmes, soit un taux de 51,77 % de femmes, légèrement supérieur au taux national (51,61 %).
Les pyramides des âges du département et de la France s'établissent comme suit.
| Hommes | Classe d’âge | Femmes |
| ------ | ------------ | ------ |
| 0,9    | 90 ou +      | 2      |
| 8,3    | 75-89 ans    | 10,6   |
| 19,4   | 60-74 ans    | 19,9   |
| 20,4   | 45-59 ans    | 20,3   |
| 16,8   | 30-44 ans    | 17     |
| 16,4   | 15-29 ans    | 14,2   |
| 17,8   | 0-14 ans     | 15,8   |

| Hommes | Classe d’âge | Femmes |
| ------ | ------------ | ------ |
| 0,7    | 90 ou +      | 1,9    |
| 7,0    | 75-89 ans    | 9,5    |
| 16,6   | 60-74 ans    | 17,5   |
| 20,0   | 45-59 ans    | 19,5   |
| 18,8   | 30-44 ans    | 18,3   |
| 18,3   | 15-29 ans    | 16,7   |
| 18,6   | 0-14 ans     | 16,7   |

## Répartition par catégories socioprofessionnelles
La catégorie socioprofessionnelle des retraités est surreprésentée par rapport au niveau national. Avec 30 % en 2021, elle est 3,2 points au-dessus du taux national (26,8 %). La catégorie socioprofessionnelle des cadres et professions intellectuelles supérieures est quant à elle sous-représentée par rapport au niveau national. Avec 6,5 % en 2021, elle est 3,6 points en dessous du taux national (10,1 %).
| Catégorie socioprofessionnelle                    | 2015    | 2015 | 2021    | 2021 | Détails de l'année 2021 | Détails de l'année 2021 | Détails de l'année 2021            | Détails de l'année 2021            | Détails de l'année 2021            |
| Catégorie socioprofessionnelle                    | Nb      | %    | Nb      | %    | Hommes                  | Femmes                  | Part en % de la population âgée de | Part en % de la population âgée de | Part en % de la population âgée de |
| Catégorie socioprofessionnelle                    | Nb      | %    | Nb      | %    | Hommes                  | Femmes                  | 15 à 24 ans                        | 25 à 54 ans                        | 55 ans ou +                        |
| ------------------------------------------------- | ------- | ---- | ------- | ---- | ----------------------- | ----------------------- | ---------------------------------- | ---------------------------------- | ---------------------------------- |
| Agriculteurs exploitants                          | 4 893   | 0,8  | 5 114   | 0,8  | 3 571                   | 1 544                   | 0,1                                | 1,2                                | 0,6                                |
| Artisans, commerçants, chefs d'entreprise         | 27 589  | 4,5  | 30 121  | 4,8  | 20 963                  | 9 158                   | 0,9                                | 8,1                                | 2,8                                |
| Cadres et professions intellectuelles supérieures | 38 208  | 6,3  | 41 183  | 6,5  | 23 290                  | 17 892                  | 1,0                                | 11,2                               | 3,8                                |
| Professions intermédiaires                        | 79 693  | 13,1 | 83 278  | 13,2 | 37 659                  | 45 618                  | 7,4                                | 23,7                               | 5,2                                |
| Employés                                          | 99 315  | 16,3 | 97 963  | 15,6 | 26 333                  | 71 630                  | 14,9                               | 25,7                               | 6,4                                |
| Ouvriers                                          | 67 491  | 11,1 | 66 263  | 10,5 | 54 181                  | 12 082                  | 11,7                               | 17,4                               | 3,8                                |
| Retraités                                         | 182 060 | 30,0 | 188 639 | 30,0 | 90 136                  | 98 503                  | 0,0                                | 0,2                                | 66,0                               |
| Autres personnes sans activité professionnelle    | 108 629 | 17,9 | 116 533 | 18,5 | 42 910                  | 73 624                  | 64,0                               | 12,5                               | 11,2                               |
| Ensemble                                          | 607 877 | 100  | 629 093 | 100  | 299 043                 | 330 050                 | 100                                | 100                                | 100                                |
| Sources : Insee,.                                 |         |      |         |      |                         |                         |                                    |                                    |                                    |